# Fontenay-sur-Eure
Fontenay-sur-Eure ist eine französische Gemeinde mit 1.180 Einwohnern (Stand: 1. Januar 2022) im Département Eure-et-Loir in der Region Centre-Val de Loire; sie gehört zum Arrondissement Chartres und zum Kanton Lucé.

## Geographie
Fontenay-sur-Eure liegt etwa acht Kilometer südwestlich von Chartres an der Eure. Umgeben wird Fontenay-sur-Eure von den Nachbargemeinden Amilly im Norden, Lucé im Nordosten, Luisant im Osten und Nordosten, Barjouville im Osten, Thivars im Südosten, Mignières im Süden und Südosten, Nogent-sur-Eure im Süden und Südwesten sowie Saint-Georges-sur-Eure im Westen und Nordwesten.

## Demographie
| Jahr                       | 1962 | 1968 | 1975 | 1982 | 1990 | 1999 | 2006 | 2018 |
| Einwohner                  | 330  | 364  | 495  | 571  | 669  | 708  | 803  | 1048 |
| Quellen: Cassini und INSEE |      |      |      |      |      |      |      |      |

## Sehenswürdigkeiten
- Kirche Saint-Séverin, Monument historique seit 1987

## Persönlichkeiten
- Noël Ballay (1847–1902), Arzt und Naturforscher, Kolonialherr